# La Niña
La Niña – anomalia pogodowa polegająca na utrzymywaniu się ponadprzeciętnie niskiej temperatury na powierzchni wody, występująca we wschodniej części tropikalnego Pacyfiku (szczególnie u wybrzeży Ameryki Południowej). 
La Niña jest związana ze zjawiskiem El Niño – oba zjawiska są fazami oscylacji południowej. Wiatry pasatowe mają składową wiatru wiejącą ze wschodu i spiętrzają ocean (o około 60 cm) w zachodnim Pacyfiku, transportują także wilgotne powietrze. Temperatura oceanu w zachodniej części Pacyfiku jest stosunkowo wysoka co powoduje burze i powstawanie cyklonów tropikalnych. 

## Telekoneksje ze średnimi szerokościami
Konsekwencją ruchu wód oceanicznych oraz pasatów są bardziej obfite deszcze monsunowe w Indiach oraz intensywniejsze niż zazwyczaj opady w Australii, Indonezji oraz Afryce południowo-zachodniej. Poprzez zepchnięcie polarnego prądu strumieniowego znad Kanady nad obszar Stanów Zjednoczonych przyczynia się do ochłodzenia zim w tym rejonie. 
W latach występowania La Niña słabnie również podzwrotnikowy prąd wiejący nad Zatoką Meksykańską, umożliwiając huraganom znad Oceanu Atlantyckiego przesuwanie się na zachód.